# مايال II
مايال 2 أو جي 1 في علم الفلك (بالإنجليزية:Mayall II أو G1 أوNGC-224-G1) هو تجمع نجمي كروي ويرى في كوكبة المرأة المسلسلة. يبعد التجمع النجمي مايال 2 عن مجرة المرأة السلسلة بنحو 130.000 سنة ضوئية؛ وببعدان عن الأرض بنحو 5و2 مليون سنة ضوئية.
 أشد التجمعات النجمية تألقا هو مايال 2 في كل المجموعة المحلية، حيث يصل قدره الظاهري +13,81 mag. كما تبلغ كتلته ضعف كتلة أوميجا قنطورس. ويشير بعض القياسات إلى احتمال وجود ثقب أسود في مركزه ذو كتلة تعادل (∼ 2×104 كتلة شمسية).
نظرا لأن معدنيته عالية وذات تنوع كبير في نجومه - مما يشير إلى وجود أجيال نجومية متعاقبة فيه وكذلك استمرار فترة طويلة فيه تنشأ خلالها نجوما جديدة - فيرى فيه بعض العلماء أنه ليس تجمعا نجميا وإنما قد= يكون مركزا لمجرة قزمة، تكون أطرافها الخارجية قد اجتذبتها وابتلعتها مجرة المرأة المسلسلة القريبة منها.

## التسمية
يسمى التجمع النجمي الكري Mayall II باسم «نيكولاس مايال» و «أولين إيغين»، اللذان اكتشفه في عام 1953.
كما لأن له اسم آخر وهو SKHB 1 اختصارا للعلماء الذين اكتشفوه وهم: " ل. سارجنت" و "سي. كوال", وإف هارتويك " و "سيدني فان دن برغ"، وهم اللذين أطلقوا عليه في نقس الوقت اسم G1 وهو اختصار ل globular cluster ، أي عنقود نجمي 1 .

## اقرأ أيضا
- تجمع نجمي
- تجمع نجمي مفتوح
- عنقود مغلق
- أوميجا قنطورس
- 47 الطوقان